# Ален Робіду
Але́н Робіду́ (фр. Alain Robidoux, нар. 25 липня 1960, Сен-Жером, Квебек (Канада)) — канадський професіональний снукерист; грав у мейн-турі у 1988—2002 роках, зараз продовжує грати в Канаді.
Найкращим результатом снукериста Алена Робіду є вихід у фінал German Open у 1996 рік. Він програв 7:9 Ронні О'Саллівану. Піком його кар'єри був 1997, коли він дістався до півфіналу чемпіонату світу та посів № 9 у офіційному рейтингу за підсумками сезону. Відомий як майстер трікшота (артистичного більярду), що високо оцінювалося такими зірками, як Алекс Хіггінс та Стів Девіс. У 1996 був чемпіоном світу з трікшоту.
З ним стався своєрідний казус: Робіду був нещадно розбитий на чемпіонаті світу 1996 молодим і амбітним Ронні О'Салліваном, 3:10, причому О'Салліван весь матч грав лівою рукою. Робіду в гніві звинуватив О'Саллівана в неповазі, що дало привід для офіційного розгляду WPBSA. Пізніше О'Салліван, зігравши призначений матч лівою рукою, довів усім (у тому числі і чиновникам), що є єдиним снукеристом, так само успішно грає з обох рук.

## Біографія
Ален Робіду пішов по стопах трьох великих канадських снукеристів 80-х років:  Кліффа Торбурна, Кірка Стівенса та Білла Вербенюка, ставши першим номером Канади на довгі десять років.
Франко-канадець був відкритим і веселим хлопцем, який міг дістатися набагато вище 9-го місця в світовому рейтингу. Робіду приєднався до мейн-туру, не маючи за плечима жодного виграного матчу. В кінці 80-х в WPBSA було чимало «не турнірних» професіоналів. Вони були присутні в рейтинговому списку, але не могли грати на більшості рейтингових турнірів. Дебютувавши у 1988 році на чемпіонаті світу, Робіду зумів виграти перші два матчі і пробитися до Топ-128 за підсумками сезону.
На першому своєму серйозному турнірі, Fidelity Unit Trusts International 1988, Ален Робіду на рівних грав зі Стівом Девісом і поступився лише у вирішальному фреймі. Вже через місяць у півфіналі Гран-прі у впертій боротьбі Робіду програв Алексу Хіггінсу — 7:9, але після цього матчу всім стало зрозуміло, що канадець являє собою серйозну загрозу еліті снукеру.
У вересні 1988 року він став шостим гравцем в історії снукеру, що зробили офіційний максимум. Це було в рамках кваліфікації до European Open.
Ален Робіду провів всього два повних сезони, входячи до Топ-16. У 1990 році, разом з Кліффом Торбурном і Бобом Шапероном завоював для Канади Кубок світу. Час йшов, перемог ставало все менше і менше, ігрова форма йшла на спад, але в 1996 році Робіду вдалося кваліфікуватися на чемпіонат світу.
А у Крусіблі трапився казус, описаний вище. Це був дуже суперечливий матч: вперше на такому серйозному турнірі О'Салліван грав однією лише лівою рукою. Канадець вирішив, що той знущається з нього і, за рахунку 3:9, при безлічі необхідних снукерів на рожевій кулі, вийшов до столу. О'Салліван вирішив не забивати рожевий, і глядачі каналу BBC стали свідками десятихвилинного театру абсурду. На прес-конференції обидва не записали цей матч собі в актив, проте зробили все можливе, щоб реабілітуватися в наступному сезоні на German Open. Захопливий німецький фінал проходив на дуже високому рівні, але перемога знову залишилась за Ронні О'Салліваном, 9:7.
У 1997 році Алену Робіду вдалося дійти до півфіналу чемпіонату світу, перемігши Браяна Моргана, Стефана Мазроціса та Лі Вокер, перш ніж програти майбутньому чемпіонові світу  Кену Догерті — 7:17.
Опинившись на 9-му місці в рейтингу, він був готовий до, можливо, самому успішному періоду в кар'єрі — але, на жаль, цьому не судилося статися. Йому треба було відремонтувати свій улюблений кий, який він називав «вугром». Він відіслав кий до того майстра, який виготовив його. Майстру не сподобалося, що Робіду наклеїв на кий логотип одного зі своїх спонсорів. Він був настільки розлючений, що розламав зброю канадця і відіслав назад. Кий, природно, більше не підлягав ремонту, а Робіду був змушений почати сезон з новою моделлю. Підсумком цієї історії став провальний сезон з «нулем» у графі перемог.
Кар'єра Робіду пішла на спад, невдовзі він опинився внизу рейтингу і впав у депресію. Кілька років тому на питання: чи пробачив він майстра, Ален дав дуже щиру відповідь: «Я б його вбив».
Чи не оговтавшись після події, останній з великих канадців покинув мейн-тур. Він як і раніше грає в Канаді і коментує пул для місцевого телебачення французькою мовою.

## Вагомі результати в снукері
- Canadian Professional — 1988
- Чемпіонат світу з артистичного снукеру — 1996
- Sweater Shop International Open 1995 — півфінал
- Гран-прі 1996 — чвертьфінал
- Чемпіонат Великої Британії 1996 — чвертьфінал
- German Open 1996 — фінал
- Чемпіонат світу 1997 — півфінал